# Darko Pančev
Darko Pančev (mak. Дарко Панчев), född den 7 september 1965 i Skopje i Jugoslavien (nuvarande Makedonien), är en makedonsk före detta fotbollsspelare som spelat för både det jugoslaviska och det makedonska landslaget.
Pančev blev europeisk skyttekung säsongen 1990/1991 med 34 gjorda mål och skulle egentligen ha vunnit Guldskon. Tidningen France Football, som utdelar priset, bestämde dock att göra tävlingen inofficiell på grund av misstänkt fusk i cypriotiska ligan, där en spelare skulle ha gjort 40 mål men den officiella siffran var 19 mål. På grund av detta fick inte Pančev sitt pris förrän så sent som den 3 augusti 2006 i hemstaden Skopje.

## Karriär
Pančevs proffskarriär påbörjades 1982 i Vardar Skopje där han under säsongen 1983/1984 vann skytteligan i den jugoslaviska ligan. 1988 flyttade han till serbiska Röda Stjärnan. Han stannade där i fyra år och gjorde sammanlagt 84 mål på 91 ligamatcher och var dessutom med och vann Europacupen 1990/1991 och Interkontinentala cupen 1990/1991. I Champions League-finalen var det Pančev som gjorde det avgörande straffmålet och gav Röda Stjärnan sin första Champions League-titel.

### Inter
1992 skrev Pančev på för italienska Inter. Han lyckades dock inte särskilt bra och det dröjde ända till hemmamatchen mot Udinese i januari 1993 innan han gjorde sitt första mål i ligaspelet. Sammanlagt så blev det bara 12 matcher och ett mål under hela säsongen, plus 4 mål på 5 matcher i Coppa Italia. Trots hans miserabla debutsäsong så stannade han kvar i Inter säsongen efter dock utan att få någon som helst speltid, vilket resulterade i en utlåning till tyska VfB Leipzig i januari 1994. Där han gjorde sammanlagt tio matcher och två mål.
När han kom tillbaka till Inter så hade tränaren bytts ut och Pančev fick till en början förtroendet. Han började säsongen starkt med mål i matcherna mot Fiorentina och Bari, men skador gjorde att han tappade formen och under hela säsongen så spelade han bara sju matcher. Efter säsongen så såldes han sommaren 1995 till Fortuna Düsseldorf.
Pančev avslutade sin proffskarriär i schweiziska FC Sion 1997. För närvarande jobbar han för Makedoniens fotbollsförbund.

## Internationellt
Under det tidiga 1990-talet sågs Pančev som en av de bästa anfallarna i världen. Han spelade för Jugoslavien under VM 1990 och gjorde två mål i 4–1-vinsten mot Förenade arabemiraten i första omgången. Världsmästerskapet blev det enda internationella mästerskapet som han spelade i på grund av att Jugoslavien förbjöds delta i EM 1992 i Sverige på grund av kriget som pågick då. De deltog dock i kvalet där han gjorde sammanlagt åtta mål, vilket var mest av alla europeiska spelare.
I november 2003 utsågs han till av Makedoniens fotbollsförbund till Makedoniens bästa spelare de senaste 50 åren.